# Komisja Jacques’a Santera
Komisja Jacques’a Santera – Komisja Europejska, która rozpoczęła działalność 23 stycznia 1995 roku, a zakończyła 15 marca 1999 roku po skandalu korupcyjnym.
Jej przewodniczącym był Jacques Santer, wiceprzewodniczącymi Leon Brittan i Manuel Marín. Komisja początkowo składała się z Przewodniczącego i 20 komisarzy. Po dwóch przedstawicieli mieli Wielka Brytania, Hiszpania, Włochy, Francja i Niemcy.

## Skład Komisji Europejskiej
| Nazwisko                | Narodowość      | Stanowisko |
| ----------------------- | --------------- | --- |
| Jacques Santer          | Luksemburg      | Przewodniczący Komisji Europejskiej |
| Leon Brittan            | Wielka Brytania | Wiceprzewodniczący. Komisarz ds. Handlu. Komisarz ds. Stosunków Zewnętrznych i Europejskiej Polityki Sąsiedztwa. Komisarz ds. Ekonomicznych i Monetarnych |
| Manuel Marín            | Hiszpania       | Wiceprzewodniczący. Komisarz ds. Stosunków Zewnętrznych i Europejskiej Polityki Sąsiedztwa                                                                |
| Mario Monti             | Włochy          | Komisarz ds. rynku wewnętrznego i usług |
| Franz Fischler          | Austria         | Komisarz ds. Rolnictwa i Rozwoju Wsi |
| Karel Van Miert         | Belgia          | Komisarz ds. Konkurencji |
| Pádraig Flynn           | Irlandia        | Komisarz ds. Zatrudnienia, Spraw Społecznych i Wyrównywania Szans                                                                                         |
| Emma Bonino             | Włochy          | Komisarz ds. Zdrowia i Ochrony Konsumentów |
| Ritt Bjerregaard        | Dania           | Komisarz ds. ochrony środowiska |
| Martin Bangemann        | Niemcy          | Komisarz ds. Społeczeństwa Informacyjnego i Mediów |
| Neil Kinnock            | Wielka Brytania | Komisarz ds. Transportu |
| Christos Paputsis       | Grecja          | Komisarz ds. Energii |
| Anita Gradin            | Szwecja         | Komisarz ds. wymiaru sprawiedliwości, obszaru wolności i bezpieczeństwa.                                                                                  |
| Erkki Liikanen          | Finlandia       | Komisarz ds. budżetu |
| Monika Wulf-Mathies     | Niemcy          | Komisarz ds. polityki regionalnej |
| Édith Cresson           | Francja         | Komisarz ds. Nauki i Badań Naukowych |
| Hans van den Broek      | Holandia        | Komisarz ds. Stosunków Zewnętrznych i Europejskiej Polityki Sąsiedztwa                                                                                    |
| João de Deus Pinheiro   | Portugalia      | Komisarz ds. Rozwoju i Pomocy Humanitarnej |
| Marcelino Oreja         | Hiszpania       | Komisarz ds. stosunków instytucjonalnych i strategii komunikacji społecznej                                                                               |
| Yves-Thibault de Silguy | Francja         | Komisarz ds. Ekonomicznych i Monetarnych |